# Campoplex lancifer
Campoplex lancifer là một loài tò vò trong họ Ichneumonidae.